# Fragaria campestris
Fragaria campestris là loài thực vật có hoa trong họ Hoa hồng. Loài này được Steven mô tả khoa học đầu tiên.